# Nira Windeatt
Nira Windeatt (* 7. Dezember 1958 als Nira Stove) ist eine ehemalige australische Schwimmerin.

## Leben
Stove wuchs zunächst in Peak Hill in New South Wales auf, wo ihr Vater Jeff Stove Manager des Schwimmbades war. Die Familie ließ sich 1969 in Narrabri nieder, wo Stove die Narrabri High School besuchte.
Stove lernte 1975 den Schwimmer Graham Windeatt kennen, der wie sie auch an den Olympischen Sommerspielen 1976 teilnahm. Das Paar heiratete 1979 und hat zwei Kinder.

## Sportliche Erfolge
Stove nahm an den Schwimmweltmeisterschaften 1975 als Teil des australischen Teams teil, wo sie im Schmetterling über 200 m den siebten Platz erreichte.
Bei den Olympischen Sommerspielen 1976 in Montreal ging sie über 100 Schmetterling an den Start und schied als Vierte ihres Vorlaufs aus.